# Dżajawarman V
Dżajawarman V (ur. 958  zm. 1001) – władca imperium khmerskiego w latach 968 - 1001.

## Życiorys
Wstąpił na tron w 968 roku w wieku 10 lat po swoim ojcu Radżendrawarmanie II.
Zbudował świątynię Banteay Srei i rozpoczął pracę nad Ta Keo i Phimeanakas, które dokończył Surjawarman I.
Jego panowanie było okresem pokoju i rozwoju kultury khmerskiej. Był wyznawcą hinduizmu, jednak do wyznawców buddyzmu odnosił się z życzliwością.
Zmarł w roku 1001, po jego śmierci na tron wstąpili Udajaditjawarman I i Dżajawirawarman, po których w 1010 roku przejął władzę uzurpator Surjawarman I.